# Cromos de Portugal
Cromos de Portugal foi um programa de apanhados exibido pela RTP1 entre 1999 e 2001, com apresentação de Guilherme Leite